# Józef (Makiedonow)
Józef, imię świeckie Nikołaj Wiktorowicz Makiedonow, ros. Николай Викторович Македонов (ur. 11 września 1964 w Riazaniu) – rosyjski biskup prawosławny. 

## Życiorys
Urodził się w rodzinie robotniczej. W 1983 ukończył technikum elektroniczne w Riazaniu, po czym w 1987 uzyskał dyplom wyższej wojskowej szkoły łączności. W latach 1987–1990 odbywał zasadniczą służbę wojskową. W 1991 na własne życzenie odszedł ze służby w stopniu kapitana, po czym wstąpił do monasteru św. Jana Teologa w Poszczupowie. 1 sierpnia 1991 złożył wieczyste śluby zakonne, przyjmując imię zakonne Józef. 28 lipca tego samego roku przyjął święcenia diakońskie, zaś 28 sierpnia – kapłańskie. Od 26 września 1994 pełnił funkcję dziekana monasterów w eparchii riazańskiej. Wcześniej, 23 lutego 1992, otrzymał godność igumena. W trybie zaocznym ukończył w 1998 moskiewskie seminarium duchowne, zaś w 2003 Moskiewską Akademię Duchowną. 18 sierpnia 1998 został archimandrytą. 
8 września 1998 miała miejsce jego chirotonia na biskupa szackiego, wikariusza eparchii riazańskiej. 25 marca 2004 został przełożonym monasteru św. Jana Teologa w Poszczupowie. 19 lipca 2006 Święty Synod Rosyjskiego Kościoła Prawosławnego przeniósł go na katedrę iwanowo-wozniesieńską i kineszemską.
W 2012, w związku z powstaniem metropolii iwanowskiej, został podniesiony do godności metropolity. W 2016 dodatkowo pełnił obowiązki ordynariusza eparchii szujskiej.